# Lew Kaltenbergh
Lew Kaltenbergh (ur. 13 listopada 1910 w Szumsku, zm. 5 marca 1989 w Warszawie) – polski pisarz i tłumacz.

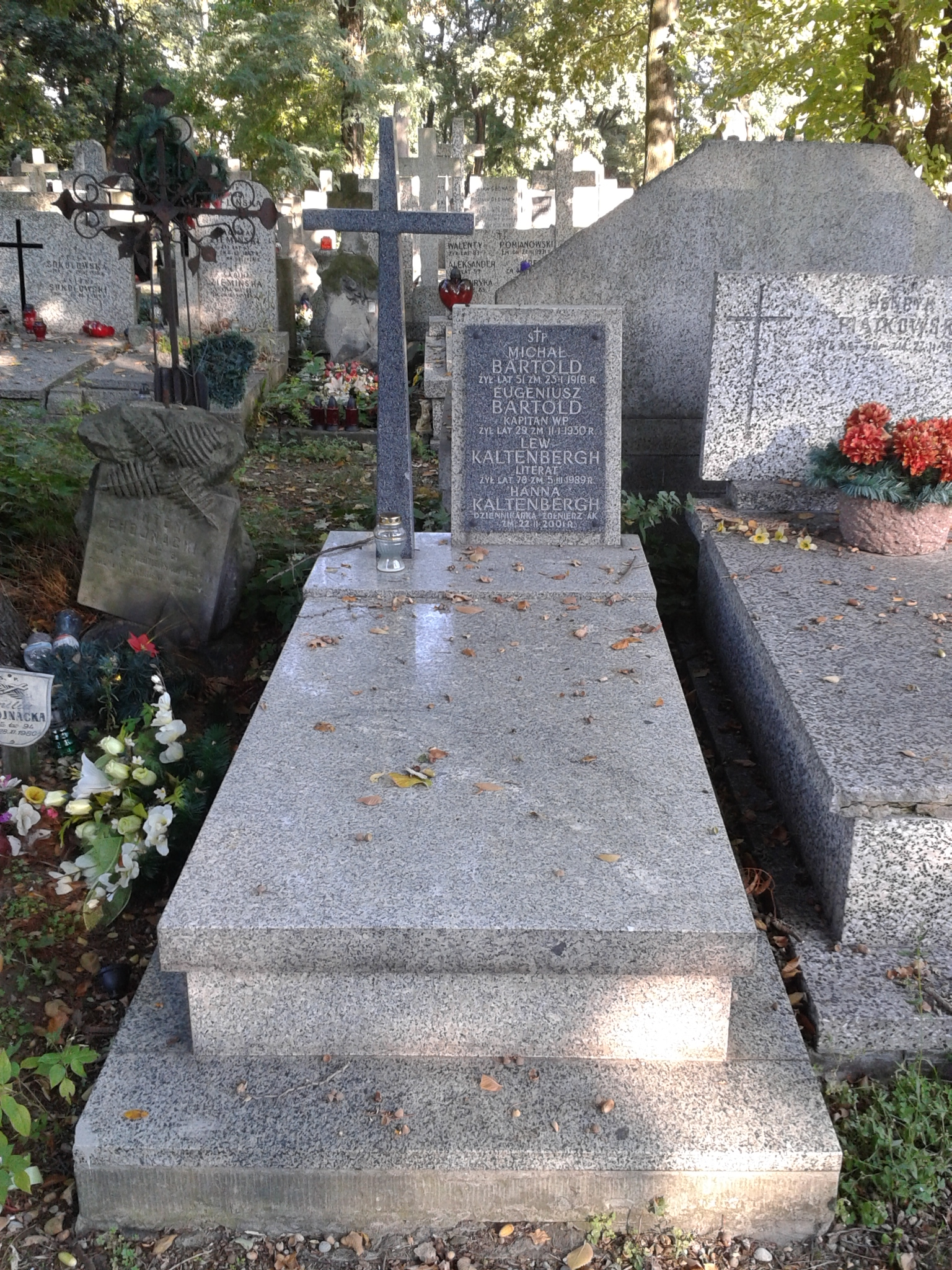
Grób Hanny i Lwa Kaltenberghów na cmentarzu Bródnowskim

## Życiorys
Urodził się w rodzinie Adriana  Kaltenbergha, urzędnika samorządu ziemskiego, i Olgi z domu Salskiej. Po ukończeniu II Państwowego Gimnazjum im. Karola Szajnochy we Lwowie studiował historię kultury na Wydziale Humanistycznym Uniwersytetu Lwowskiego. W 1933 zadebiutował na łamach Lwowskich Wiadomości Muzycznych i Literackich esejem „O Buninie, poecie mało znanym”. Po otrzymaniu stypendium naukowego wyjechał do Włoch, a następnie do Francji, skąd powrócił w 1935. Pracował na uczelni jako asystent prof. Juliusza Kleinera, w 1936 uzyskał tytuł doktora filologii polskiej i został członkiem Związku Literatów Polskich. Uczestniczył w pracach archeologicznych na Bliskim Wschodzie, w 1939 powrócił do kraju. Walczył w kampanii wrześniowej, po aresztowaniu przebywał od 1939 do 1943 w obozie jenieckim na Węgrzech (w Nagykanizsa), a następnie przedostał się do Jugosławii, gdzie walczył w oddziale partyzanckim. Po 1945 został tłumaczem z rosyjskiego, niemieckiego, rumuńskiego i węgierskiego, krytykiem filmowym oraz pisarzem tworzącym powieści historyczne i biograficzne. Od 1946 przez dwa lata pracował w Robotniczej Agencji Prasowej, a następnie został wykładowcą na Wydziale Dziennikarskim Akademii Nauk Politycznych. Od 1953 w Polskim Radiu, był pierwszym kierownikiem redakcji kalendarza radiowego oraz współpracownikiem redakcji literatur obcych. W 1948 zamieszkał w Milanówku, aby móc pracować stworzył w suterenie małą pracownię. Współpracował z redakcjami „Tygodnika Kulturalnego” i „Poezji”. W 1967 przeprowadził się do Warszawy, zamieszkał na Bielanach. Za przekład Tragedii człowieka Imrego Madácha otrzymał nagrodę węgierskiego PEN Clubu.
Jego żoną była Hanna Kaltenbergh z domu Bartold (ur. 6 lipca 1927, zm. 22 lutego 2001) dziennikarka Sztandaru Młodych i Magazynu Rodzinnego, działaczka na rzecz zwierząt.
Pochowany na cmentarzu Bródnowskim w Warszawie (kwatera 21D-6-28).

## Dorobek literacki
- Dunaj rzeką szeroką (1957);
- Ogień strzeżony (1962);
- Dno czary (1965);
- Kopczyk zacny chwały żołnierskiej (1966);
- Ayana z delty Dunaju (1967);
- Gołe pole (1969);
- Czarne żagle czterdziestu mórz. Gawędy o piratach (1970);
- Studnia miłości (1972);
- Requiem tamtej miłości (1972);
- Szymona z Matyjaszem peregrynacja oraz innych rybałtów y dziadów przypadki (1973);
- Drugi brzeg (1974);
- Ułamki stłuczonego lustra' (1991).